# 基耶萨-因瓦尔马伦科
基耶萨-因瓦尔马伦科（義大利語：Chiesa in Valmalenco），是意大利松德里奥省的一个市镇。总面积114平方公里，人口2661人，人口密度23.3人/平方公里（2009年）。国家统计（ISTAT）代码为014019。